# Ruta 922 (Costa Rica)
La Ruta 922, oficialmente Ruta Nacional Terciaria 922, es una ruta nacional de Costa Rica ubicada en la provincia de Guanacaste.

## Descripción
En la provincia de Guanacaste, la ruta atraviesa el cantón de Bagaces (el distrito de Bagaces).